# Lothar Kempter
Lothar Kempter (Lauingen, 5 febbraio 1844 – Vitznau, 14 luglio 1918) è stato un compositore e direttore d'orchestra svizzero- tedesco.

## Biografia
Figlio di un insegnante di musica studiò inizialmente legge all'università Ludwig Maximilian per accontentare i desideri di suo padre, ma, alla sua morte avvenuta nel 1868, decise di dedicarsi alla musica e frequentare la Hochschule für Musik und Theater München.
Studiò con Hans von Bülow,  con Franz Wüllner, composizione con Josef Rheinberger e pianoforte con Carl Baermann. Si trasferì nel 1871 a Magdeburgo dove diventò maestro di cappella della stadttheater Magdeburg, nello stesso anno si sposò con la cantante Caroline Leonoff.
Nel 1879 divenne direttore del Tonhalle Orchester Zürich (di Zurigo). Nel 1892 gli è stata conferita la cittadinanza svizzera, compose numerose opere teatrali.